# Марин Петров (лекар)
Вижте пояснителната страница за други личности с името Марин Петров.
Марин Асенов Петров е български хирург, учен и университетски преподавател, професор доктор.

## Биография
Роден е на 13 ноември 1904 година в София. Майка му е учителката и общественичка Елена Григорова Радева-Петрова - учредителка и първа председателка до кончината си на Дружеството на българките с висше образование. Баща му е хирургът д-р Асен Маринчов Петров.
Женен е (София, 9 септември 1943 г.) за Надежда Панчева Накашева-Петрова (родена на 12 август 1913 в София – починала на 8 април 1996 в София), дъщеря на Панчо Накашев, изтъкнат магистър-фармацевт, деец на ВМОРО. Имат 2 дъщери: Елена – архитект, и Марина-Елисавета – биохимик. Дядо на доц.д-р Марин Генчев, неврохирург, преподавател в Университета в Хайделберг, Германия  и на проф.д-р Николаус Сарафов, кардиолог, преподавател в Университета Лудвиг Максимилиан, Мюнхен, Германия.
Проф. д-р Марин Асенов Петров почива на 24 април 1981 година в София.

## Кариера
Възпитаник на Първа мъжка гимназия в София. Той учи и се дипломира по обща биология в Монпелие (1928 г.) и учи и се дипломира по медицина в Париж (1932 г.). Като студент в Париж работи като екстерн (1928 – 1932 г.). Специализира хирургия в Париж, Лион, Страсбург, Рим (Istituto „Carlo Forlanini“, 1942 – 43) и София. В Катедрата по пропедевтика на хирургичните болести с клиника (Първа хирургия) той извървява целия йерархичен път от доброволен лекар до неин ръководител (1932 – 1970 г.).

## Втора световна война
През време на Втората световна война, в периода 1944 – 1945 година, създава хирургичното отделение в Банкя, което постепенно прераства във военновременен болничен център. На фронта в Югославия (Нови Сад) и Унгария (Печ) той създава първото българско неврохирургично отделение, което поема голяма част от ранените при боевете на Драва. За тази своя дейност е награден с ордена „Св. Александър" за военни заслуги, с български и съветски медали. Има чин полковник.

## Научна работа
Издава учебниците: „Обща хирургия", „Оперативна хирургия и топографска анатомия" и „Хирургична пропедевтика".
Има 153 научни публикации. Петдесет от тях са на чужди езици – френски, немски, английски, полски, италиански, румънски. Те засягат следните области: коремна (31), обща (11), съдова (32), мозъчна и периферно-нервна (31), гръдна (6), ортопедична (12), ендокринна хирургия (3), учебници и проблеми на обучението (10) и други (17). Седем от трудовете му са експериментални върху кучета, зайци или трупове.
Той изнася множество научни доклади и лекции в редица факултети, научни дружества и на конгреси във Франция (Париж, Лион, Страсбург, Тур, Тулуза), Германия – ФРГ (Дюселдорф, Мюнхен, Берлин) и ГДР (Берлин), Съветския съюз (Москва), Румъния (Букурещ, Клуж, Търгу-Муреш), Полша (Варшава), Италия (Рим, Милано, Флоренция, Салерно), Ливан (Бейрут), Турция (Истанбул, Анкара), Югославия (Белград), Швейцария (Женева, Лозана), Белгия (Брюксел, Лувен/Льовен), Гърция (Атина) и др.

## Научни и практически приноси
Най-съществените научни публикации на Проф. Марин Ас. Петров са от областта на периферно-нервната, съдовата, коремната, гръдната и общата хирургия:
1. Етиопатогенеза и оперативно лечение на пробивите на пиосалпинкс в перитонеума (1932 г.);
2. Нов (за 1936 г.) диагнозен метод при вътречерепните хематоми;
3. Пътища за разпространение на гнойните процеси в долния крайник (1937 г.);
4. Реконструкция, включително с автоприсадъци, на прекъснатите нервни стволове (1935 – 1943 г.);
5. Етиопатогенеза и обусловеното от нея лечение на лицевата парализа (a. frigore) (1942 г.);
6. Патогенеза на рецидивиращите следтравмени артериални кръвоизливи (1945 г.);
7. Етиопатогенеза и лечение на синдрома шийното ребро – м. скаленус ант. (1954 г.);[12][13][14]
8. Невралгиите и невритите на n. ischiadicus (1955 г.);
9. Артрозите, миалгиите и миозитите при т. нар. хроничен ревматизъм (1955 г.);
10. Тромбоемболната болест (1957 г.);
11. Спонтанно запушване на артериите (Morbus Bürgeri) (1954 – 1962 г.);
12. Определение на травмения процес (1956 – 1972 г.);
13. Включване на резерпин към лечението на хипертиреозите (1958 г.);
14. Комплексно лечение на анкилозиращия болезнен полиартрит (1962 г.);
15. Ново определение на ileus biliari (1964 г.);
16. Микроциркулация при шока и патогенеза на действието на ензимния инхибитор Тразилол (1970 г.);
17. Патогенеза на стомашно-дуоденалните кръвотечения при стрес (1972 – 1974 г.);

Описва и прилага нови оперативни методи:
- присаждане на стволовете на plexus brachialis (1941 г.);[15]
- апиколиза на белия дроб по аксиларен път (1942 г.);
- присаждане на коренчетата на cauda equina (1945 г.);
- реконструкция на артерията при артерио-венозна аневризма на a. subclavia (1945 г.);
- присаждане на galea aponeurotica при дефекти на dura mater (1945 г.);
- достъп под основата на черепа в spatium retrostyloideum до а. carotis int., v. jugularis int. и нервния сноп на шията (1959 г.);[16]
- свързване посредством присадъци на гръбначно-мозъчните нерви, разположени над и под мястото на увреждане на гръбначния мозък в експеримент (1968 – 1971 г.) и други.[6]

## Признание и отличия
Член е на българските научни сдружения по: хирургия, невро – психиатрия, история на медицината, геронтология и гериатрия, гастро – ентерология; на Съюза на научните работници; на Научния съвет на Народна библиотека „Кирил и Методий"; на редакционните колегии при издателство „Медицина и физкултура" и „Медицински архив", на Алпийския клуб в България и други. Той е член-кореспондент на Националната академия по медицина, Академията по хирургия и Лионското хирургично дружество във Франция, член на Френското, Италианското и Международното дружество по хирургия, на Френското дружество по ортопедия и травматология, на Европейското дружество по експериментална хирургия, на Европейското и Международното дружество по гастро – ентерология и други.
За своята дейност той е удостоен с ордените „Св. св. Кирил и Методий" – I степен, „Св. Александър" (за военни заслуги), Офицер на Почетния легион на Франция. Награден е с медалите на Софийския университет „Свети Климент Охридски“ и на Букурещкия университет, Балканския медицински съюз, на Българския туристически съюз (БТС) – златен и други.